# Regierung des Großherzogtums Hessen

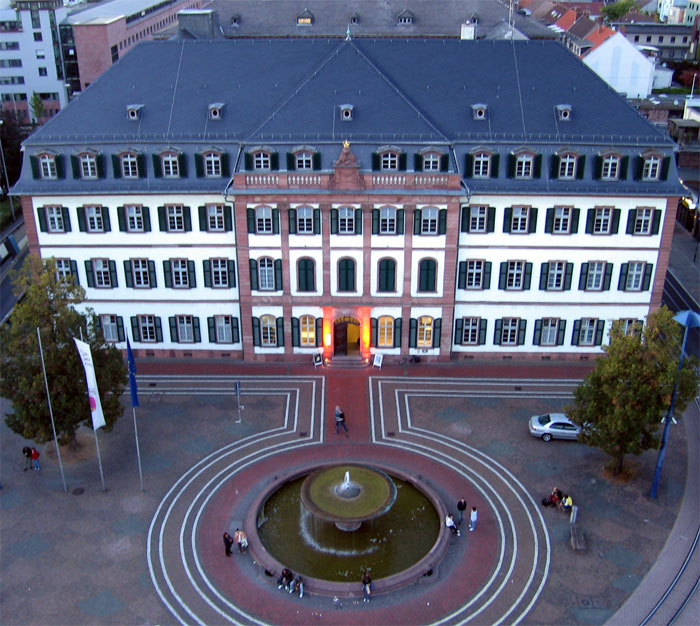
Kollegiengebäude am Luisenplatz in Darmstadt, Sitz der Regierung

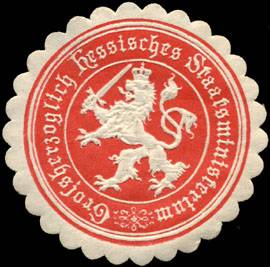
Siegelmarke des großherzoglich-hessischen Staatsministerium

Die Regierung des Großherzogtums Hessen war die Exekutive des Großherzogtums Hessen von 1806 bis 1918.

## Geschichte

### Vor 1848
In der Landgrafschaft Hessen-Darmstadt bestand seit 1617 das Geheime Ratskollegium, das seit dem 18. Jahrhundert auch als Geheimes Ministerium auftrat als (dem Landgrafen nachgeordnete) Regierung. Daneben bestanden der Lehenhof und die Rentkammer. Diese waren nach dem Kollegialitätsprinzip organisiert.
Mit einem Organisationsedikt vom 12. Oktober 1803 wurde die Regierung neu aufgestellt. Neu war die Einteilung in Ministerien („Ministerialdepartments“):
- des Äußeren und des Großherzoglichen Hauses,
- des Inneren (zu dem auch die Justiz zählte) und
- der Finanzen.

Daneben bestand eigenständig das Kriegsministerium.
Neu war weiterhin, dass diese Spitzenbehörden nicht mehr kollegial geleitet wurden, sondern durch einen Spitzenbeamten. Dessen durchgängige Bezeichnung als „Minister“ setzte sich aber erst im Laufe des 19. Jahrhunderts durch.
Die Verfassung von 1820 regelte in Artikel 4, dass der Großherzog in Sich alle Rechte der Staatsgewalt vereinte und ausübte. Details zur Regierungsorganisation traf sie nicht. Die Regierung war nicht dem Landtag, sondern dem Großherzog verantwortlich. Durch gemeinsamen Beschluss beider Kammern der Landstände des Großherzogtums Hessen war jedoch eine Ministeranklage vor dem Oberappellationsgericht Darmstadt möglich.
Mit Verordnung vom 28. Mai 1821 wurde festgelegt, dass die Regierung (nun als „Staats-Ministerium“ oder „Gesamt-Ministerium“ bezeichnet) von einem Präsidenten der vereinten Ministerien geleitet wurde. Die Aufgabe wurde zusätzlich von einem der Minister wahrgenommen. Das Kriegsministerium war weiterhin organisatorisch getrennt und blieb dies auch bis zum Ende. Karl du Bos du Thil führte ab 1829 nicht mehr den Titel eines Präsidenten der vereinten Ministerien, sondern den eines Dirigierenden Staatsministers.

### Die Märzregierung
Am 14. März 1848 führte die Märzrevolution zur Ernennung des Märzministeriums. Organisatorisch war wesentlich, dass das Justizressort aus dem Innenresort herausgelöst wurde. Der Titel des Dirigierenden Staatsministers wurde am 9. September 1848 in Präsident des Gesamt-Ministeriums geändert. Auch wurde das Kollegialitätsprinzip wieder gestärkt, indem ein gemeinsamer Vortrag beim Großherzog bei wesentlichen Sachfragen eingeführt wurde. 

### Von der Reaktionsära bis zur Novemberrevolution
1852 wurde die Bezeichnung Ministerpräsident für den Vorsitzenden des Gesamt-Ministeriums eingeführt. Die Reichsgründung führte 1870/71 dazu, dass in großem Umfang Aufgaben an das Deutsche Reich abgegeben wurden. In der Folge wurde zum 1. Januar 1872 das Kriegsministerium und 1874 auch das Außenministerium abgeschafft, verbleibende Restaufgaben auf die anderen Häuser verteilt. Die bisher vom Außenminister wahrgenommenen Aufgaben eines Ministers des Großherzoglichen Hauses nahm nun der Ministerpräsident wahr.
Die Verordnung vom 12. März 1879 legte fest, dass das Staatsministerium, geleitet durch den Präsidenten des Staatsministeriums, nur noch zwei Ministerien hatte: Ein vereinigtes Innen- und Justizressort und das Finanzministerium. 1898 wurden Innen- und Justizressort wieder getrennt.
Mit der Novemberrevolution endete 1918 die Geschichte der Regierung des Großherzogtums Hessen. Ihre Aufgaben übernahm die Regierung des Volksstaates Hessen.

### Amtsbezeichnungen
Die Minister trugen vielfach zunächst den Titel eines Direktors ihres Ressorts. Um sie herauszuheben, konnte der Großherzog ihnen den Titel eines Präsidenten oder gar eines Ministers des Ressorts verleihen. Dies waren lediglich Titel. Die Kompetenzen der Minister waren davon unabhängig. In den folgenden Ministerlisten sind daher die Minister unabhängig von ihrer jeweiligen Titulatur aufgeführt.

### Soziale Herkunft der Minister
Mit Ausnahme der Kriegsminister, die alle hohe Offiziere waren, entstammten die Minister überwiegend der Beamtenschaft. Die Literatur spricht daher von einer Beamtenregierung. Typisch für den Lebenslauf waren die Herkunft aus einer Beamtenfamilie, das Studium der Rechtswissenschaften – in der Regel an der Landesuniversität, der Ludewigs-Universität in Gießen – und eine Beamtenkarriere, die mit der Berufung zum Minister gipfelte. Minister sind vor ihrer Ernennung als Minister üblicherweise nicht als Politiker, etwa in den Landständen, in Erscheinung getreten. Georg Kempf stellt diesbezüglich eine Ausnahme dar. Nur ein relativ kleiner Teil der Minister stammte aus dem Adel, hatten auch Beamtenkarrieren hinter sich und wurden nicht primär des Adels wegen als Minister berufen. Eine Ausnahme stellten die Märzminister dar. Hier überwog der Anteil der Adligen und es fehlte an Verwaltungserfahrung. Eine Reihe von Ministern wurde aufgrund ihrer Verdienste nobilitiert.
Ab etwa 1900 rückten mit Feodor Gnauth und Wilhelm Küchler erstmals Kommunalpolitiker in die Ministerrolle auf.
Insgesamt gab es während der fast 100 Jahre zwischen 1820 und 1918 lediglich 37 Minister. Grund hierfür ist, dass die Amtszeiten der Minister relativ lang waren, die Minister vielfach mehrere Ressorts verantworteten und die Zahl der Ministerien immer gering war.

## Staatsrat
1821 wurde die Rechtsgrundlage für den Staatsrat des Großherzogtums Hessen geschaffen, der 1823 eingerichtet wurde. Für die Regierung sollte er beratend tätig sein. Außerdem hatte er die Funktion eines obersten Verwaltungsgerichts. Seine faktische Bedeutung darüber hinaus war gering. 1875 wurde im Großherzogtum eine moderne Verwaltungsgerichtsbarkeit geschaffen und der Staatsrat bei dieser Gelegenheit abgeschafft.

## Präsidenten des Gesamt-Ministeriums
| Amtsinhaber                               | Amtszeit           | Anmerkungen |
| Friedrich August Freiherr von Lichtenberg | 1805–1819          | de facto Regierungschef |
| Karl von Grolman                          | 1821–1829          | Erster Präsident der vereinten Ministerien seit dem Inkrafttreten der Verfassung                                                        |
| Karl du Thil                              | 1829–1848          | Das „du Thil’sche System“ der jahrzehntelangen Herrschaft des dirigierenden Staatsministers prägte die Politik seiner Zeit konservativ. |
| Heinrich von Gagern                       | 1848               | Während der Märzrevolution für drei Monate Ministerpräsident, anschließend: Präsident der Frankfurter Nationalversammlung               |
| Carl Wilhelm Zimmermann                   | 1848               | 2. Juni 1848 – 16. Juli 1848 |
| Heinrich Karl Jaup                        | 16. Juli 1848–1850 | Mitglied des Siebzehnerausschusses und der Frankfurter Nationalversammlung                                                              |
| Reinhard Carl Friedrich von Dalwigk       | 1850–1871          | Unter Ludwig III., 1871 auf Druck Preußens entlassen                                                                                    |
| Friedrich von Lindelof                    | 1871–1872          | Unter Ludwig III. |
| Karl Wilhelm Hofmann                      | 1872–1876          | Unter Ludwig III. |
| Philipp Freiherr Rinck gen. v. Starck     | 1876–1884          | Unter Ludwig III., nach dessen Tod 1877 unter Ludwig IV.                                                                                |
| Jakob Finger                              | 1884–1898          | Unter Ludwig IV., nach dessen Tod 1892 unter Ernst Ludwig                                                                               |
| Carl Rothe                                | 1898–1906          | Unter Ernst Ludwig |
| Christian Wilhelm Carl Ewald              | 1906–1918          | Unter Ernst Ludwig, bis zur Novemberrevolution                                                                                          |

## Einzelne Ministerien

### Ministerium der auswärtigen Angelegenheiten
Das Außenministerium war gleichzeitig für die Angelegenheiten des Großherzoglichen Hauses zuständig.
Leitende Beamte
- Friedrich August Freiherr von Lichtenberg (1812) /
Johann Friedrich Strecker (1812)
- Karl du Thil (1820–1848), 1820/21 zugleich Bundestagsgesandter
- Heinrich von Gagern (März bis Juni 1848)
- Wilhelm Hallwachs (1848–1850)
- Reinhard Carl Friedrich von Dalwigk (1850–1871)
- Friedrich von Lindelof (1871–1872)
- Karl von Hofmann (1872–1874)

1874 wurde das Außenministerium abgeschafft. Die Angelegenheiten des Großherzoglichen Hauses wurden vom Ministerpräsidenten wahrgenommen.

### Innenministerium

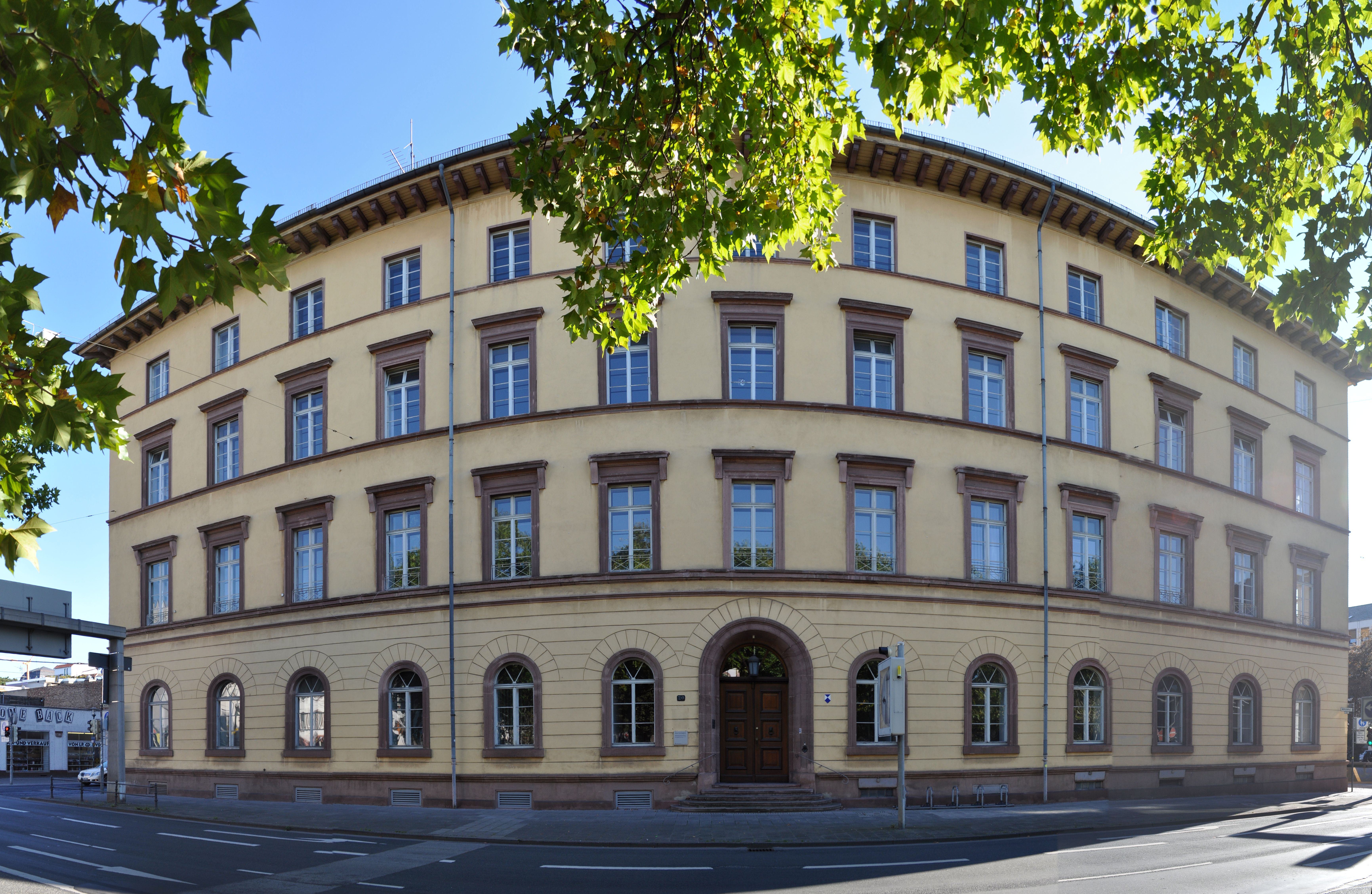
Neues Kanzleigebäude, Sitz des Innenministeriums

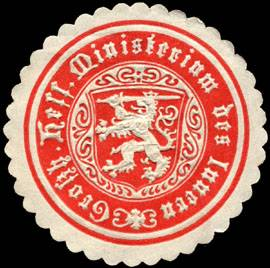
Siegelmarke Grossherzoglich Hessische Ministerium des Innern

Das Großherzoglich Hessische Ministerium des Innern und der Justiz war die Oberbehörde für die Regierungen der drei Provinzen Oberhessen, Starkenburg und Rheinhessen sowie der Landratsbezirke und später der Kreisämter. 1848 wurde das Justizministerium ausgegliedert. Das Innenministerium war für die Schulen und anderen Bildungseinrichtungen, die Kirchen, die Wohltätigkeitsorganisationen und die öffentliche Gesundheitspflege verantwortlich. Ab 1875 kam die Zuständigkeit für das Gendarmeriecorps, 1877 für die Berg- und Eichungsbehörden und 1879 erneut das Justizministerium wieder hinzu, das 1898 zum zweiten Mal verselbständigt wurde.
Das Innenministerium hatte seinen Sitz am Mathildenplatz in Darmstadt in der Neuen Kanzlei.
Leitende Beamte
- Johann Heinrich Coulmann (Geheimer Referendar, 1805, 1806)
- Carl Joseph von Wrede (Geheimer Referendar, 1805, 1806)
- Karl von Grolman (1821–1829)
- Heinrich von Gagern (März bis Juni 1848)
- Reinhard Carl Theodor Eigenbrodt Juni/Juli 1848
- Heinrich Karl Jaup (Juli 1848–1850)
- Reinhard Carl Friedrich von Dalwigk (1850–1871)
- Friedrich Georg Gustav von Bechtold (1871–1872)
- Philipp Freiherr Rinck gen. v. Starck (1872–1884)
- Jakob Finger (1884–1898)
- Carl Rothe (1898–1906)
- Ernst Albrecht Braun (1906–1910)
- Friedrich (Fritz) Albert Johann Eduard Adolf von Hombergk zu Vach (1910–1918)

### Finanzministerium

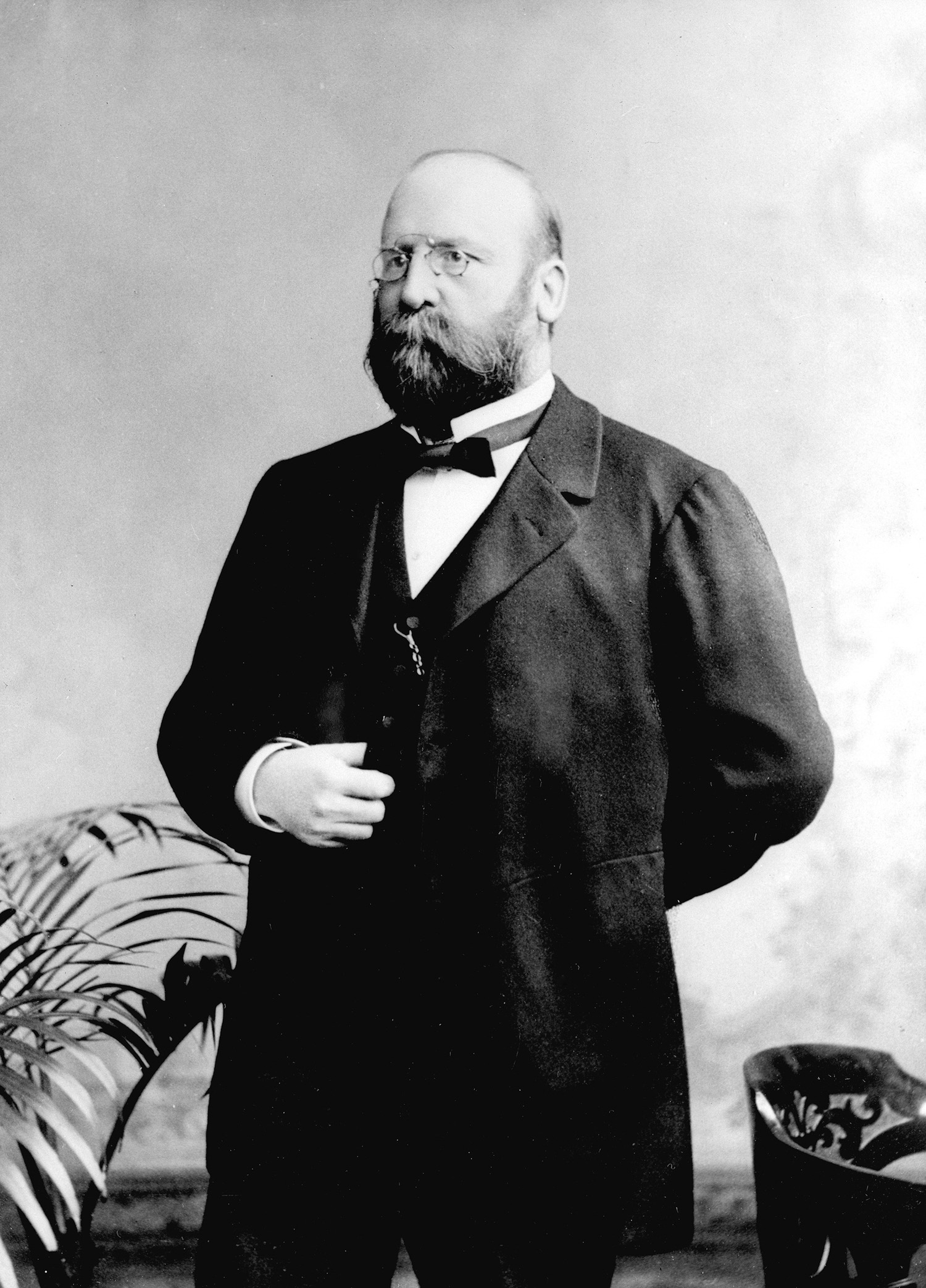
Wilhelm Küchler, Finanzminister 1898–1900

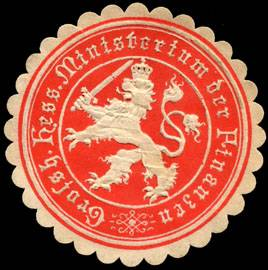
Siegelmarke Grossherzoglich Hessische Ministerium der Finanzen

Dem Finanzministerium war 1821 bis 1879 als Oberbehörde die Obersteuerdirektion Darmstadt nachgeordnet. Es war zugleich auch die Eisenbahnaufsichtsbehörde für das Großherzogtum. Zum 6. September 1891 wurde dafür im Ministerium eine eigene Abteilung gebildet.
Leitende Beamte
- Johann Heinrich Coulmann (1812)
- Karl du Thil (1821–1829)
- August Konrad Hofmann (1829–1841)
- Karl Wilhelm von Kopp (1841–1844)
- Carl Wilhelm Zimmermann (1845–1848)
- Ludwig Friedrich Carl Freiherr Schenck zu Schweinsberg (1848–1871)
- Maximilian Leopold Engelbert von Biegeleben (1871–1873)
- Heinrich August Schleiermacher (1873–1884)
- August Wilhelm Weber (1884–1898)
- Wilhelm Küchler (1898–1900)
- Feodor von Gnauth (1900–1910)
- Ernst Albrecht Braun (1910–1916)
- Johannes Baptist Becker (1916–1918)

### Justizministerium
Vor 1848 war das Justizministerium Teil des Innenministeriums und erneut zwischen 1879 und 1898.
Leitender Beamter
- Joseph Aloys Kilian (1848–1849)
- Friedrich von Lindelof (1849–1872)
- Georg Kempf (1872–1878)

1879 bis 1898: Innenminister
- Emil Gerhard Dittmar (1898–1905)
- Carl von Ewald (1905–1918)

### Kriegsministerium
Das Ministerium wurde zunächst als Oberkriegskolleg, ab dem 4. Juli 1821 als Kriegs-Ministerialdepartment und ab dem 14. Mai 1823 als Kriegsministerium bezeichnet.
Das Kriegsministerium des Großherzogtums Hessen hatte in mehrfacher Weise eine Sonderrolle inne. Zum einen war es organisatorisch vom Gesamt-Ministerium getrennt. Der Minister berichtete direkt an den Großherzog. Zum anderen waren die Minister durchgehend hohe Offiziere und Adlige und nicht bürgerliche Beamte wie in den anderen Ressorts. Nach der Gründung des Kaiserreichs und dem Abschluss der Militärkonvention vom 13. Juni 1871 mit Preußen ging die hessische Armee zum 1. Januar 1872 in der preußischen auf. Daraufhin wurde zum gleichen Datum auch das hessische Kriegsministerium aufgelöst.
Das Kriegsministerium war in drei Sektionen unterteilt:
1. Die erste Sektion beschäftigte sich mit rein militärischen Fragen: Formation, Dienst und Übung der Truppe, Offizierspersonalien, Rapportwesen, Militärbildungsanstalten und Militärordenssachen
2. Die zweite Sektion war verantwortlich für die Militärpolizei und -Disziplin, Militär-Strafgesetzgebung, Militärgerichte, -Strafanstalten, Desertationsprozesse, Militär-Witwen und Waisenanstalten, das Invalideninstitut, Militär-Kirchen und Schulwesen
3. Die dritte Sektion kümmerte sich um die Kriegskasse, stellte den Etat auf, verwaltete das Militärbauwesen und nahm die Rechnungsprüfung vor.

Jede Sektion hatte einen Sektionschef.
Leitender Beamter

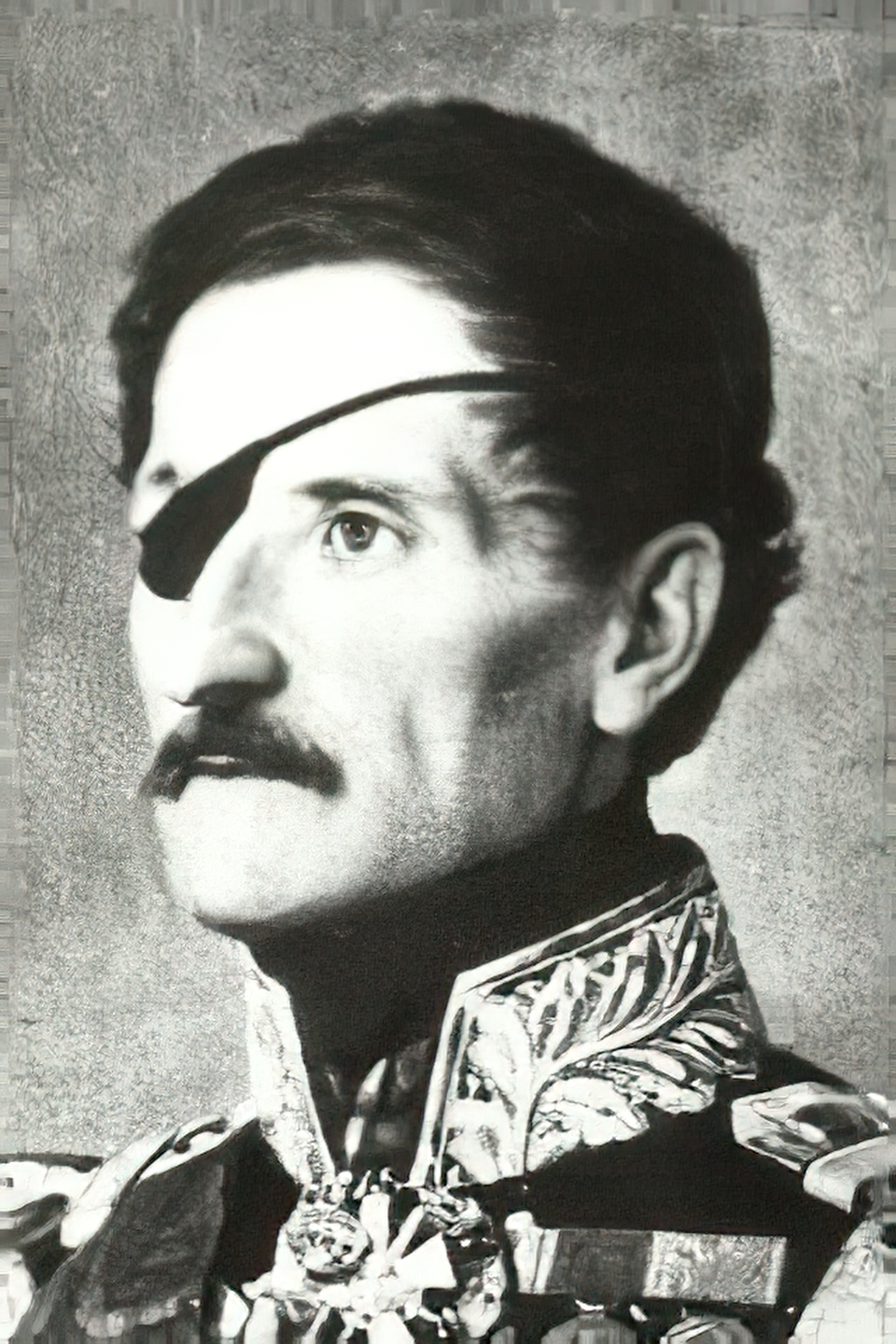
Kriegsminister Friedrich von Wachter verlor 1866 Krieg und Amt

- Georg Abraham Karl Freiherr von Falck (1821–1836)
- Friedrich Karl Christian Freiherr von Steinling (1836–März 1848)
- Philipp Eugen Erwin Graf von Lehrbach (1848–1849)
- Friedrich von Schäffer-Bernstein (1849–1861)
- Friedrich von Wachter (1862–1866)
- Eduard von Grolman (1866–1868)
- Wilhelm Heinrich Dornseiff (1868–1871)